# 세리카

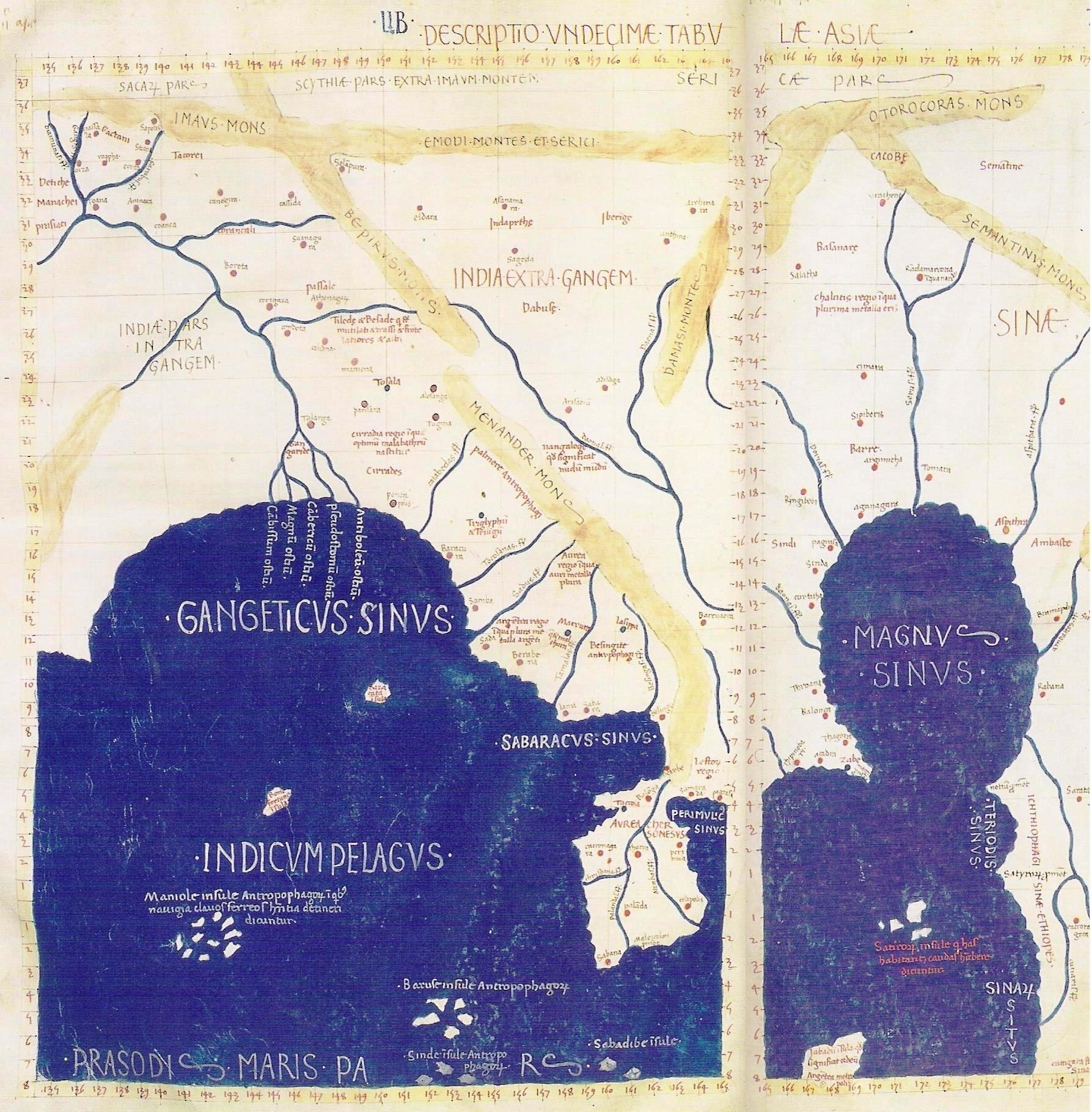
클라우디오스 프톨레마이오스의 『지리학』의 극동. 인도양 동쪽의 거대한 만 연안에 "시나에"가 있고, 그 북쪽에 "세리카"가 있다.

세리카(고대 그리스어: Σηρικὰ)는 고대 그리스-로마 지리학에서 세계의 동쪽 끝에 있는 나라를 말한다. 그 나라에 사는 사람은 세레스(고대 그리스어: Σῆρες)라고 했다. 대개 비단길을 통해 로마와 이어졌던 진한시대의 북중국을 가리키는 것으로 여겨진다. 한편, 바닷길을 통해 갈 수 있는 동쪽 끝은 시나에(라틴어: Sinae: sinology, sinophobia의 어원)라고 하여 세리카와 구분했다. 중세에도 비슷하게 육로로 가는 북중국은 "캐세이", 해로로 가는 남중국은 "차이나"로 구분해서 불렀다. 한황조가 타림분지를 정복하면서 서양과 세리카의 교류가 가능해졌으나, 중간의 페르시아가 아르사케스조에서 사산조로 교체되면서 교류가 차단되었다.
일부 학자들은 세리카가 중국이 아니라 중국의 변두리에 살면서 중국과 서양의 거간교역을 했던 인도유럽어족들, 예컨대 사카인, 토하라인 등을 가리킨 것이라고 주장한다.

## 같이 보기
- 흉노
- 황금반도
- 로마-중국 관계
- 대진 (국가)
- 장건